# Acronicta centralis
Acronicta centralis är en fjärilsart som beskrevs av Nicolas Grigorevich Erschoff 1874. Acronicta centralis ingår i släktet Acronicta och familjen nattflyn. Inga underarter finns listade i Catalogue of Life.